# F-espace
En analyse fonctionnelle, un F-espace est un espace vectoriel X sur le corps des nombres réels ou complexes, muni d'une distance {\displaystyle d:X\times X\to \mathbb {R} } telle que
1. La multiplication par un scalaire est continue par rapport à la distance produit de d et de la distance standard sur {\displaystyle \mathbb {R} } ou {\displaystyle \mathbb {C} .}
2. L'addition dans X est continue pour d.
3. La distance est invariante par translation; c'est-à-dire, pour tous vecteurs x, y, a de X, on a : {\displaystyle d(x+a,y+a)=d(x,y)}
4. L'espace métrique (X,d) est complet.

X est donc un cas particulier d'espace vectoriel topologique, pour la topologie induite par d.
La fonction associant à tout vecteur x sa distance à l'origine d(x,0) est appelée F-norme. Contrairement à une norme usuelle, une F-norme n'est pas nécessairement homogène.
De par la propriété d'invariance par translation de la F-norme, on peut inversement, étant donnée une F-norme, définir une distance d compatible avec cette F-norme. Un espace-F est donc équivalent à un espace vectoriel réel ou complexe muni d'une F-norme complète.

## Terminologie
Dans la définition qui précède, on peut omettre de spécifier une distance d particulière et n'exiger seulement de l'espace d'être métrisable par une distance vérifiant les propriétés précédentes.
Les espaces de Fréchet, qui sont une structure proche, sont parfois confondus avec les espaces F, mais le terme d'espace de Fréchet est particulièrement réservé aux espaces qui sont de plus localement convexes.
Inversement, la définition des espaces F est parfois limitée aux espaces localement convexes, suivant l'exemple de Bourbaki.

## Exemples
Tout espace de Banach et tout espace de Fréchet est un F-espace. En particulier, un espace de Banach est un F-espace dont la F-norme respecte l'homogénéité absolue:  {\displaystyle d(ax,0)=|a|d(x,0).}
Les espaces Lp sont des espaces F pour tout p ≥ 0. À partir de p ≥ 1, ils sont de plus localement convexes.

### Exemple 1
{\displaystyle L^{\frac {1}{2}}[0,\,1]} est un F-espace qui n'admet aucune semi-norme continue ni aucune fonction linéaire continue. Son espace dual est trivial.

### Exemple 2
Soit {\displaystyle W_{p}(\mathbb {D} )} être l'espace des séries de Taylor à valeurs complexes {\displaystyle f(z)=\sum _{n\geq 0}a_{n}z^{n}} sur le disque-unité {\displaystyle \mathbb {D} } telles que {\displaystyle \sum _{n}\left|a_{n}\right|^{p}<\infty } Puis pour {\displaystyle 0<p<1,} les {\displaystyle W_{p}(\mathbb {D} )} sont des espaces F sous la norme p : {\displaystyle \|f\|_{p}=\sum _{n}\left|a_{n}\right|^{p}\qquad (0<p<1).}
L'espace {\displaystyle W_{p}} est en fait une algèbre quasi-Banach . De plus, pour tout {\displaystyle \zeta } avec {\displaystyle |\zeta |\leq 1} la fonction {\displaystyle f\mapsto f(\zeta )} est une fonction linéaire bornée sur {\displaystyle W_{p}(\mathbb {D} ).}

## Conditions suffisantes
Soit d une distance quelconque sur un espace vectoriel X telle que X muni de la topologie induite τ soit un espace vectoriel topologique.
Si (X,d) est un espace métrique complet, alors (X,τ) est un espace vectoriel topologique complet,.

## Propriétés associées
D'après le théorème de l'application ouverte, si τ1 et τ2 sont des topologies sur X faisant à la fois de (X,τ1) et (X,τ2) des espaces vectoriels topologiques complètement métrisables, et que l'une des topologies est plus fine ou plus grossière que l'autre alors elles doivent être égales (c'est-à-dire si τ1 ⊆ τ2 ou τ2 ⊆ τ1 alors τ2 = τ1).
- Une application linéaire presque continue (en) dans un F-espace dont le graphe est fermé est continue.
- Une application linéaire presque ouverte (en) à valeurs dans un F-espace dont le graphe est fermé est nécessairement une application ouverte.
- Une application linéaire continue presque ouverte sur un F-espace est nécessairement une application ouverte.
- Une application linéaire continue presque ouverte d'un F-espace dont l'image est de deuxième catégorie dans le co-domaine est nécessairement une application ouverte surjective[6].